# Narcyz Maciaszczyk

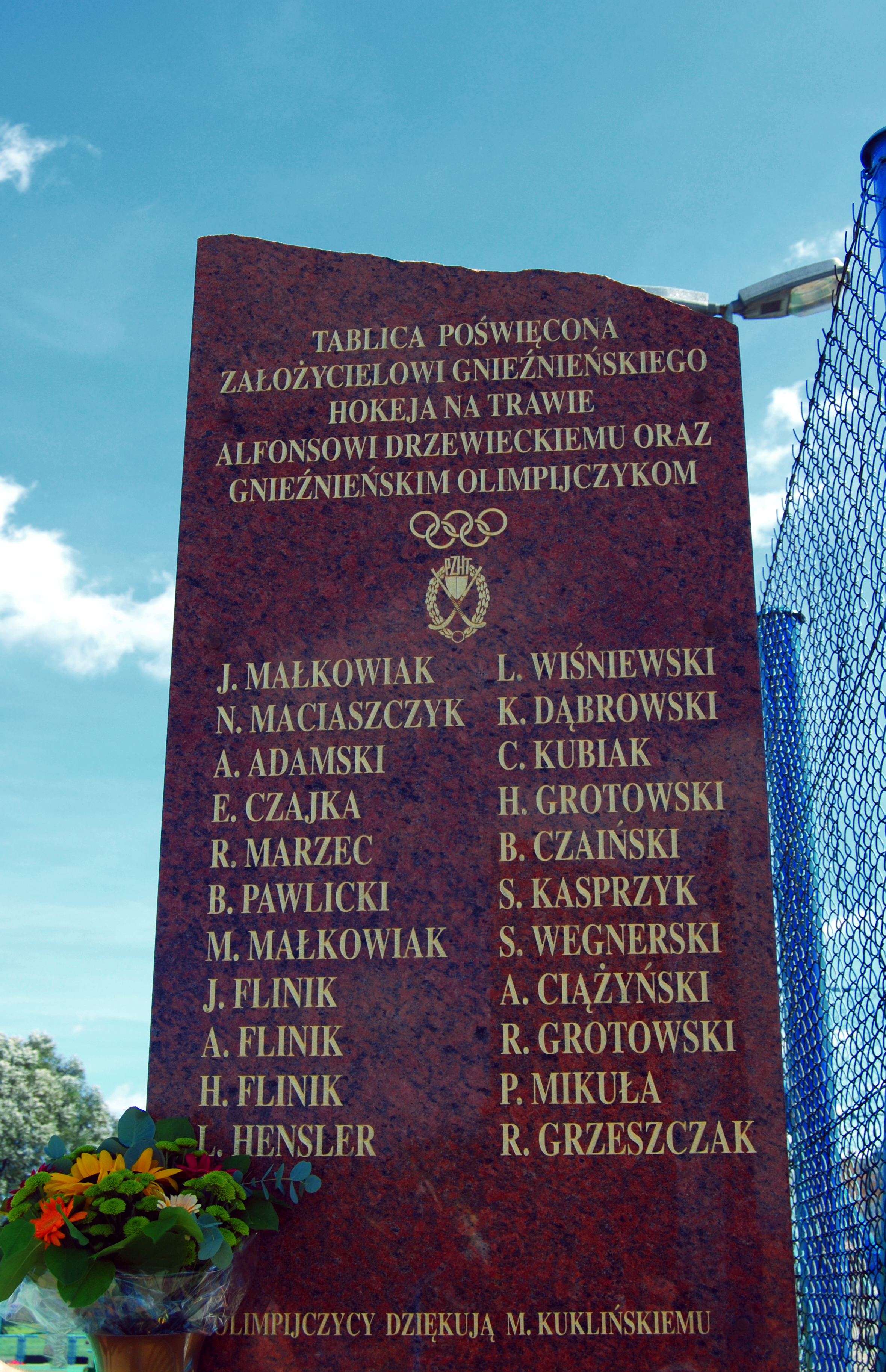
Tablica poświęcona Gnieźnienskim olimpijczykom,wśród nich Narcyz Maciaszczyk.

Narcyz Maciaszczyk (ur. 19 lipca 1929 w Gnieźnie, zm. 22 grudnia 1985 w Poznaniu) – polski hokeista na trawie, olimpijczyk z Helsinek 1952 i Rzymu 1960.
Sześciokrotny mistrz Polski w latach 1949–1952 (Spójnia Gniezno) oraz w 1954 (OWKS Wrocław) i 1955 (WKS Poznań). Reprezentant Polski (50) i zdobywca 5 bramek dla reprezentacji. Dwukrotny olimpijczyk: z Helsinek, gdzie z drużyną zajął 6 miejsce oraz z Rzymu, gdzie zajął 12 miejsce.
Odznaczony Srebrnym i Brązowym Medalem za Wybitne Osiągnięcia Sportowe.